# Мілтон Глейзер
Мілтон Глейзер (англ. Milton Glaser; 26 червня 1929, Нью-Йорк — 26 червня 2020, там само) — американський графічний дизайнер, співзасновник «Push Pin Studios», «New York Magazine» та «Milton Glaser, Inc.», розробив логотипи «I ❤ NY», «Brooklyn Brewery», психоделічний постер Бобу Ділану. Його роботи знаходяться у музеях усього світу. Був першим дизайнером, що отримав National Medal of the Arts.

## Біографія
Народився в Нью Йорці у сім'ї емігрантів з Угорщини. Навчався у Вищій школі музики і мистецтва та закінчив коледж «Cooper Union», стажувався у Академії мистецтв Болоньї. У 1954 році засновує «Push Pin Studios» разом з випускниками «Cooper Union» Едвардом Сорелом (Edward Sorel), Сеймуром Чвастом (Seymour Chwast), Рейнольдлом Раффіном (Reynold Ruffins). Під управлінням Мілтона студія стала культовою дизайнерською фірмою. У 1983 році разом з Уолтером Бернардом (Walter Bernard) засновує видавництво «WBMG», що розробило дизайн більше 50-ти журналам, газетам та іншій періодиці. За свою кар'єру розробив близько 300 музичних постерів, які зараз демонструються в Національному музеї дизайну Купер—Г'юїт, Музеї Вікторії та Альберта, Музею Ізраїлю. Музей сучасного мистецтва у Нью-Йорці та Центр Жоржа Помпіду в Парижі робили його персональні виставки. 

Про Глейзера в 2009 році зняли фільм «To Inform and Delight: The World of Milton Glaser».

## Ідеологія
Глейзер зростав серед лівих ідей у робітничих кварталах Південного Бронксу. Його підхід у дизайні полягає в тому, щоб бачити у людях не споживачів, як це робить реклама, а громадян. Дизайн не повинен бути відразу зрозумілим, як у рекламі, а приховувати сенси, які можна розкрити під час споглядання.
Значний вплив на творчість Глейзера мав італійськи художник Джорджо Моранді.

## Роботи

### Я люблю Нью-Йорк
Одна із найвідоміших робіт Глейзера — логотип «I ❤ NY». У середині 1970 років Нью-Йорк був небезпечним місцем з високим рівнем криміналу. Місто найняло рекламну агенцію «Wells Rich Greene» та Мілтона Глейзера розробити логотип для залучення туризму і збільшення рівню моралі. Глейзер вигадава його, їдучи в таксі на зустріч. Логотип містив слова написані гарнітурою «American Typewriter» I (я), NY (скороченно Нью-Йорк) і червоне серце. Глейзер віддав логотип місту безкоштовно. Сьогодні за підрахунками логотип заробляє штату Нью-Йорк 30 млн доларів щороку. Після атаки терористів 11 вересня робота Глейзера стала національним символом, що символізувала згуртованість американців проти терористів.

### New York Magazine
В 1968 Глейзер та Клей Фелкер заснували New York magazine, що розвинув новий стиль журналістики - журнал завжди був на боці читачів. Прикладом такого підходу може слугувати його рубрика «Підпільний гурман» (англ. The Underground Gourmet), де він описував дешеві забігайлівки Нью-Йорка.

### If Apples Had Teeth
Разом із своєю дружиною Ширлі Глейзер випустив дитячу оригінальну ілюстровану книгу "If Apples Had Teeth".

## Галерея

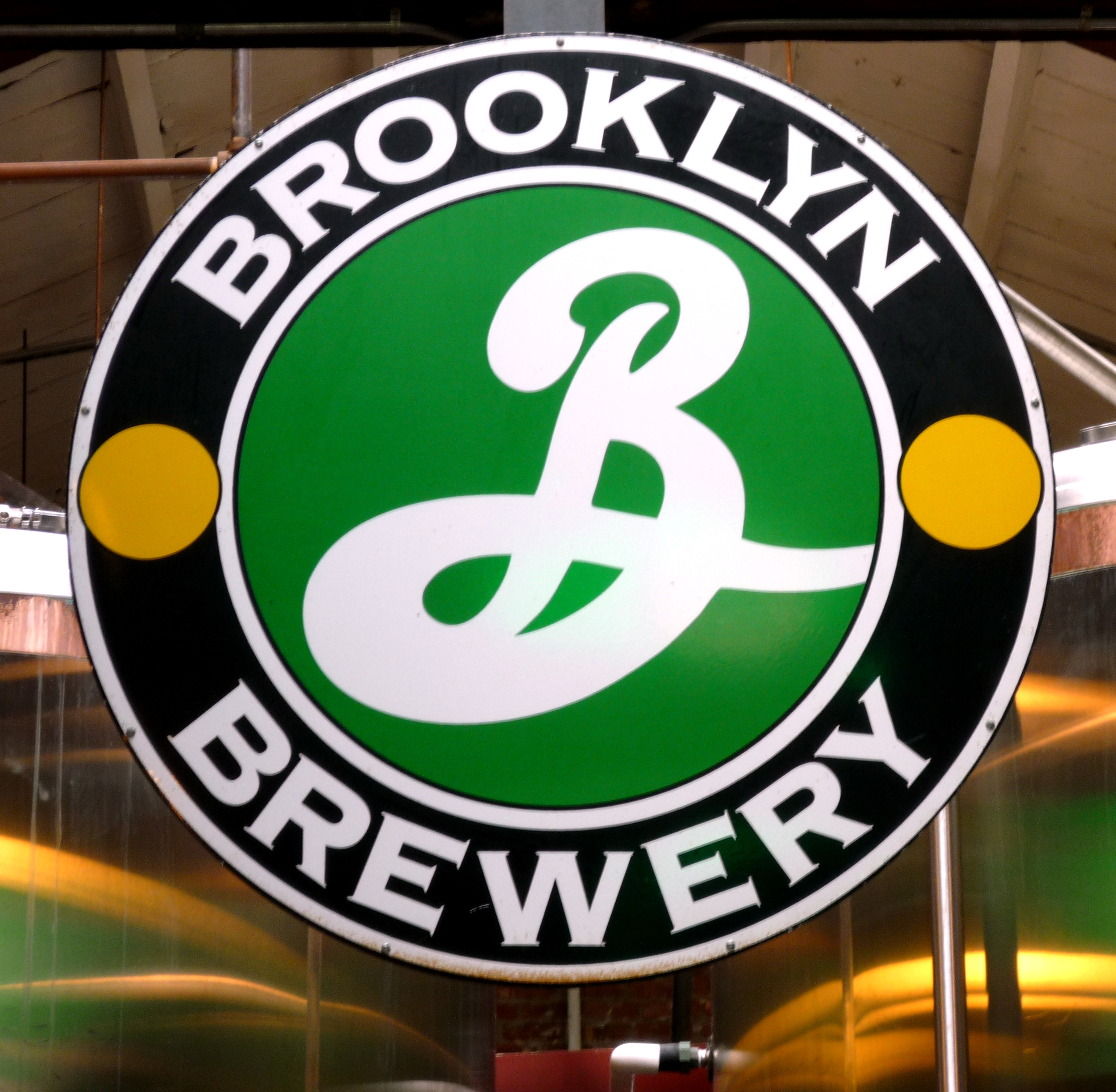
Логотип «Brooklyn Brewery»
Логотип I Love New York